# Bogdasz
Bogdasz – staropolskie imię męskie, złożone z członów Bog- ("Bóg", "Boga", ale pierwotnie "los, dola, szczęście") i -dasz ("daj"). Prawdopodobnie oznaczało "niech los da", por. bodaj – "niechby, oby".